# Лунц, Лазарь Адольфович
Ла́зарь Адо́льфович Лунц (17 января 1892, Юрьев — 18 декабря 1979, Москва) — советский правовед, доктор юридических наук (1946), профессор МГУ, заслуженный деятель науки РСФСР (1967), лауреат Государственной премии СССР (1970).

## Биография
Родился в Юрьеве в еврейской семье. В 1896 году вместе с семьёй переехал в Москву.
В 1911 году с золотой медалью окончил гимназию и в том же году поступил на юридический факультет Московского университета. В 1916 году завершил обучение в Московском университете с дипломом первой степени и был «оставлен для приготовления к профессорскому званию» по кафедре римского права.
В 1920 году окончил аспирантуру. В те годы вёл профессиональную деятельность в Наркомате торговли и промышленности РСФСР, а затем в Наркомате финансов РСФСР (до 1941 года). В 1940 году защитил кандидатскую диссертацию, в 1947 году — докторскую. В том же году ему было присвоено учёное звание профессора.
С 1920 года занимается преподавательской работой (Факультет общественных наук МГУ (1920—1924); Факультет особого назначения Госбанка СССР, Наркомфина СССР и Наркоминдела СССР (1932—1937); Всесоюзный институт юридических наук (1939—1979); Академия внешней торговли (1945); Институт внешней торговли (1946—1948); Институт международных отношений (1949—1953); Высшая дипломатическая школа МИД СССР 1954—1966); Юридический факультет МГУ).
С 1920 года опубликовал ряд работ в области гражданского и финансового права. Важнейшим трудом Лунца, написанным в 1920-е годы, считается его монография «Деньги и денежные обязательства. Юридическое исследование» (1927). В дальнейшем разрабатывал проблематику денежных обязательств, исполнения и прекращения обязательств, договорной ответственности, иностранному гражданскому и торговому праву, а также международному частному праву. Классикой российской цивилистики стала монография «Денежное обязательство в гражданском и коллизионном праве капиталистических стран» (1948). Вершиной научного творчества Л. А. Лунца считается трёхтомный «Курс международного частного права», за написание которого профессор был удостоен Государственной премии СССР за 1970 год.
Л. А. Лунц до последних дней своей жизни вёл активную научную и преподавательскую работу.
Свободно владел английским, немецким и французским языками.